# Голицын, Николай Николаевич (футболист)
Николай Николаевич Голицын (28 февраля 1917, Орехово-Зуево, Российская империя — 12 мая 1994, Орехово-Зуево, Россия) — советский футболист и футбольный тренер.

## Биография

### Игровая карьера
Начинал играть в футбол в орехово-зуевских командах «Рот-Фронт» и «Маяк». В 1937 году присоединился к московской команде «Сталинец», за которую сыграл две игры в первой лиге СССР. В 1938 году стал игроком клуба ЦДКА из высшей лиги, однако в его составе так и не сыграл. В 1939 провёл одну игру в первой лиге за казанское «Динамо».
Участник Великой Отечественной войны. 
В годы войны выступал за команду МВО, а также принимал участие в товарищеских матчах команд из Орехова-Зуева. В 1946 году Голицын стал игроком московских «Крыльев Советов», в составе которых сыграл два матча в высшей лиге СССР. В 1947 году перешёл в минское «Динамо», где выступал на протяжении трёх лет и сыграл 46 матчей в высшей лиге (забил 1 гол). После ухода из «Динамо», поступил в школу тренеров при московском институте физкультуры, но при этом ещё некоторое время продолжал играть в футбол на любительском уровне за «Красное Знамя» (Орехово-Зуево).

### Тренерская карьера
Тренерскую карьеру начинал в футбольных клубах «Красная Звезда» (Петрозаводск) и «Красная Звезда» (Омск). В 1960-е работал в тренерском штабе команд «Знамя Труда» (Орехово-Зуево) и «Динамо» (Брянск). В 1965 году возглавил кировское «Динамо», где проработал один год. Затем, в 1968 году был главным тренером орехово-зуевской команды «Карболит».
После завершения карьеры продолжал интересоваться городским и областным футболом. Был членом президиума Московской областной федерации футбола.

## Личная жизнь
Сын Алексей (р. 1947) также стал футболистом, выступал за «Знамя Труда» и брянское «Динамо» во второй советской лиге. По основной профессии — механик цеха завода «Карболит».